# Cryptazeca monodonta
Cryptazeca monodonta је пуж из реда Stylommatophora.

## Угроженост
Ова врста се сматра рањивом у погледу угрожености врсте од изумирања.

## Распрострањење
Врста има станиште у Шпанији и Француској.